# Efeito Mössbauer
O efeito Mössbauer é um fenômeno descoberto pelo físico alemão Rudolf Mössbauer em 1957. Envolve emissão ressonante e sem recuo e absorção de fótons de radiação gama por átomos ligados em uma estrutura sólida e forma a base da espectroscopia Mössbauer.

## História
A emissão e absorção de raios X por gases já havia sido observada anteriormente e esperava-se que um fenômeno similar fosse encontrado para os raios gama, que são produzidos em transições nucleares, diferentemente dos raios X, que são produzidos por transições eletrônicas. De qualquer modo, tentativas de observar ressonância de raios gama em gases falharam devido às perdas de energia por recuo, o que impede que haja ressonância (o efeito Doppler também amplia o espectro gama). Mössbauer conseguiu observar ressonância em irídio sólido, o que levantou a questão: por que a ressonância de raios gama era possível em sólidos, mas não em gases? Mössbauer propôs que, no caso de átomos ligados em uma forma sólida, sob certas circunstâncias uma fração dos eventos nucleares podem ocorrer essencialmente sem recuo. Ele atribuiu a ressonância observada a esta fração sem recuo dos eventos nucleares. Esta descoberta foi premiada com o prêmio Nobel de Física em 1961, juntamente com a pesquisa de Robert Hofstadter sobre a dispersão de elétrons no núcleo atômico.

## Descrição

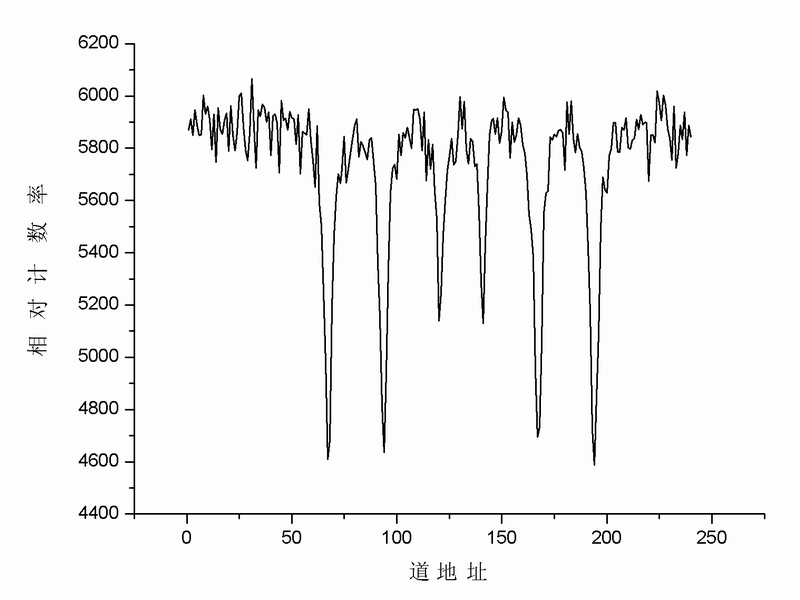

Em geral, raios gama são produzidos por transições nucleares de um estado instável de alta energia para um estado estável de baixa energia. A energia dos raios gama emitidos corresponde à energia da transição nuclear, menos uma quantidade de energia que é perdida como recuo ao átomo emissor. Se a energia de recuo perdida é pequena quando comparada com a largura de linha espectral da transição nuclear, então a energia dos raios gama ainda corresponde à energia da transição, e os raios podem ser absorvidos por um segundo átomo do mesmo tipo do primeiro. Esta emissão e subsequente absorção é chamada ressonância. Um adicional de energia de recuo é perdido durante a absorção, então para que a ressonância ocorra a energia de recuo deve ser menos da metade da largura de linha da transição.
A quantidade de energia no corpo recuante (ER) pode ser deduzido da conservação do momentum:
{\displaystyle |P_{R}|=|P_{\gamma }|\,}
{\displaystyle |P_{R}|^{2}=|P_{\gamma }|^{2}\,}
onde PR é o momentum da matéria recuante, e Pγ é o momentum do raio gama. Substituindo energia na equação:
{\displaystyle 2ME_{R}={\frac {E_{\gamma }^{2}}{c^{2}}}}
{\displaystyle E_{R}={\frac {E_{\gamma }^{2}}{2Mc^{2}}}={\frac {(\hbar k)^{2}}{2M}}}
onde ER (=0.002 eV para 57Fe) é a energia perdida no recuo, Eγ é a energia do raio gama (=14.4 keV para 57Fe), M (=56,9354 u para 57Fe) é a massa do corpo absorvedor, e c é a velocidade da luz.  No caso de um gás os corpos emissores e absorvedores são átomos, então a massa é um tanto pequena, resultando em uma grande energia de recuo, impossibilitando a ressonância. (Note que a mesma equação se aplica para perdas por recuo em raios X, mas a energia do fóton é muito menor, implicando em uma perda de energia menor, que é o motivo da ressonância em fase gasosa poder ser observada com os raios X.)
Em um sólido, os núcleos estão ligados à rede e não recuam da mesma forma como em um gás. A rede recua como um todo mas a energia de recuo é desprezível por causa do M na equação acima ser a massa da rede inteira. De qualquer forma, a energia em uma emissão pode ser suportada ou suprida pelas vibrações da rede. A energia dessas vibrações é quantizada em unidades conhecidas como fônons. O efeito Mössbauer ocorre porque há uma possibilidade finita de uma emissão envolver fônons. assim, em uma fração dos eventos nucleares (a fração livre de recuo, dada pelo fator Lamb-Mössbauer), o cristal inteiro se comporta como corpo recuante, e esses eventos são essencialmente livres de recuo. Nesses casos, desde que a energia de recuo seja desprezível, os raios gama emitidos tem a energia apropriada e a ressonância pode ocorrer.
Em geral (dependendo da meia-vida da emissão), raios gama possuem linhas espectrais muito finas. Isto significa que são muito sensíveis a pequenas variações na energia das transições nucleares. De fato, raios gama são usados como medidor para observar os efeitos das interações entre um núcleo e seus elétrons e os elétrons das vizinhanças. Essa é a base da espectroscopia Mössbauer, que combina o efeito Mössbauer com o efeito Doppler para monitorar tais interações.